# Бенедикт, Юлиус
Сэр Юлиус Бенедикт (нем. Julius Benedict; 27 ноября 1804, Штутгарт — 5 июня 1885, Лондон) — немецко-британский пианист, композитор и дирижёр.

## Биография
Родился в семье состоятельного еврейского банкира, воспитывался в местной гимназии. Начал учиться музыке в своём родном городе (в том числе у Фридриха Зильхера), в 1820 году брал уроки игры на фортепиано у Иоганна Непомука Гуммеля в Веймаре, в 1821 году продолжил своё образование в Дрездене, где учился композиции у Карла Марии фон Вебера.
В 1824 году получил место капельмейстера в венском Кернтнертор-театре. В 1825 году был приглашён в итальянский город Неаполь в качестве капельмейстера театров Сан-Карло и Дель-Фондо. В последнем он поставил в 1827 году свою первую оперу под названием «Ernesto e Giacinta». В последующие году Бенедикт гастролировал по Италии, Германии и Франции как пианист. Как отмечалось в «Энциклопедическом словаре Брокгауза и Ефрона», «Бенедикт выказал в цветущую пору своей молодости рядом с совершенством техники огонь и выразительность». В 1835 году отправился в Лондон, где был представлен известной певице Марии Малибран, которая в значительной степени содействовала успеху его артистической деятельности в Лондоне.
Довольно продолжительное время Юлиус Бенедикт состоял капельмейстером в итальянской и английской операх, с 1845 года дирижировал на музыкальных празднествах в различных городах Великобритании. Начиная с 1856 года руководил певческим обществом, а в 1860 году организовал понедельничные общедоступные концерты. Позднее Юлиус Бенедикт состоял капельмейстером ковентгарденского театра, а с 1876 по 1880 год дирижёром филармонического общества в городе Ливерпуле.
В 1870 году британская королева Виктория, восхищённая его талантом, пожаловала ему дворянское достоинство.
На протяжении всей жизни Бенедикт был не чужд педагогической деятельности — ещё в Неаполе его учеником был Теодор Дёлер, а в британский период у него учился, в частности, Фредерик Хаймен Кауэн.
Синяя табличка лондонского совета графства посвящена памяти Бенедикта на Манчестер-сквер, 2, в Мэрилебоне, где он жил и умер.

## Сочинения
Оперы «The gipsy’s warning» (1838); «The brides of Venice» (1844); «The crusaders» (1846); «Undine» (1860); «The Lily of Killarney» (1861); «Richard Coeur-de-Lion» (1863); «The bride of song» (1865); сверх того, кантата «Легенда о св. Цецилии» (1866); оратория «Св. Петр» (1870); две симфонии, различные концертные увертюры, фортепианные пьесы с сопровождением и без сопровождения оркестра, песни и т. д.